# Otrhánky
Otrhánky es un municipio del distrito de Bánovce nad Bebravou en la región de Trenčín, Eslovaquia, con una población estimada a final del año 2024 de 394 habitantes.
Se encuentra ubicado en el centro-sur de la región, cerca del río Bebrava (cuenca hidrográfica del río Danubio) y de la frontera con la región de Nitra.

## Demografía
| Año        | 1994 | 2004    | 2014    | 2024    |
| ---------- | ---- | ------- | ------- | ------- |
| Población  | 453  | 429     | 402     | 394     |
| Diferencia |      | −5,29 % | −6,29 % | −1,99 % |

| Año        | 2023 | 2024    |
| ---------- | ---- | ------- |
| Población  | 382  | 394     |
| Diferencia |      | +3,14 % |